# Poiana, Edineț
Poiana este un sat din componența comunei Hincăuți din raionul Edineț, Republica Moldova.

## Demografie

### Structura etnică
Structura etnică a satului conform recensământului populației din 2004:
| Grup etnic         | Populație | % Procentaj |
| ------------------ | --------- | ----------- |
| Ucraineni          | 281       | 81,92%      |
| Moldoveni / Români | 48        | 13,99%      |
| Ruși               | 12        | 3,5%        |
| Găgăuzi            | 1         | 0,29%       |
| Alții              | 1         | 0,29%       |
| Total              | 343       | 100%        |

## Conacul familiei Cantacuzino

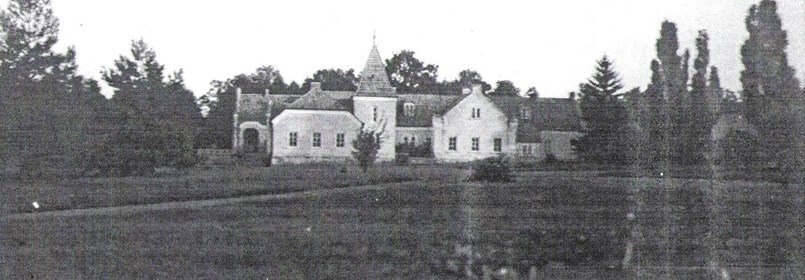
Imagine de epocă.
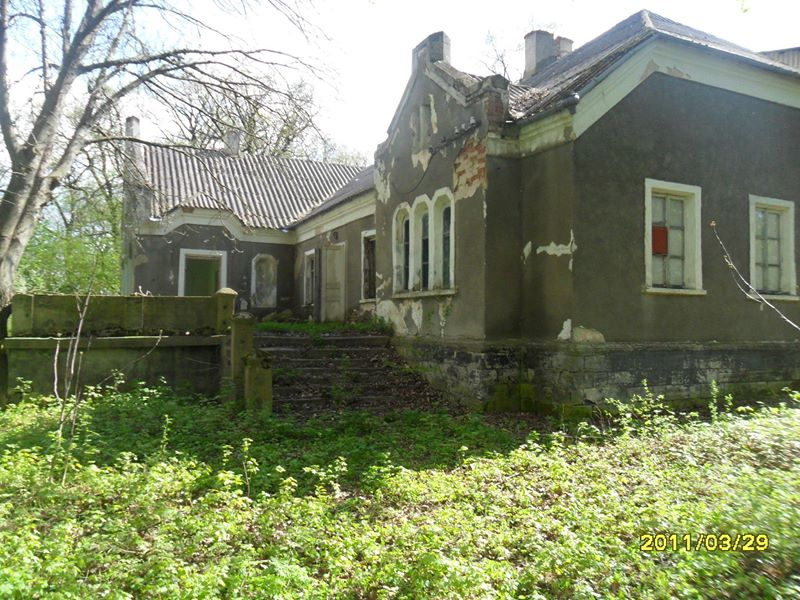
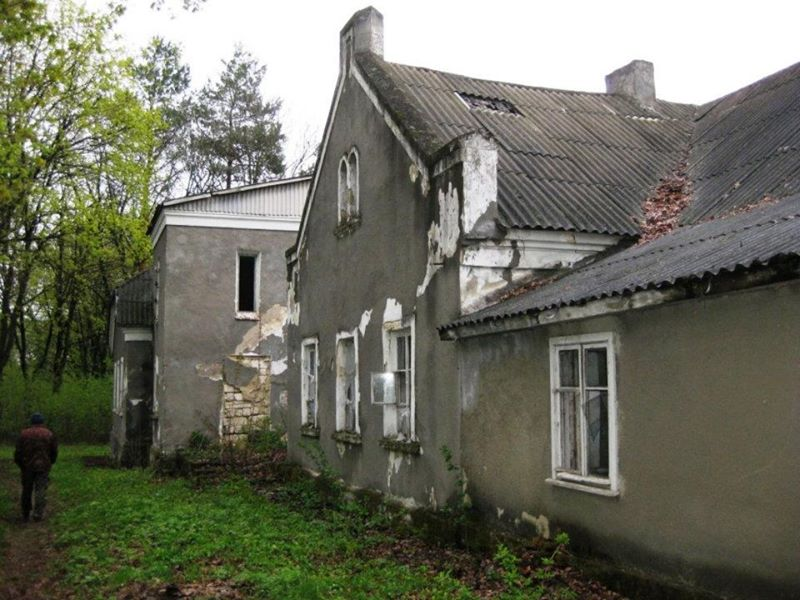
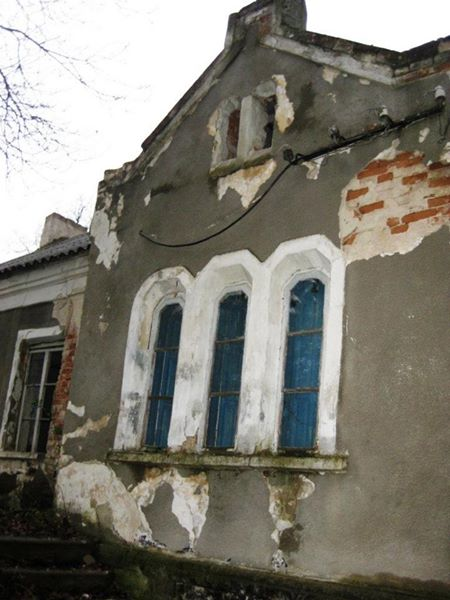
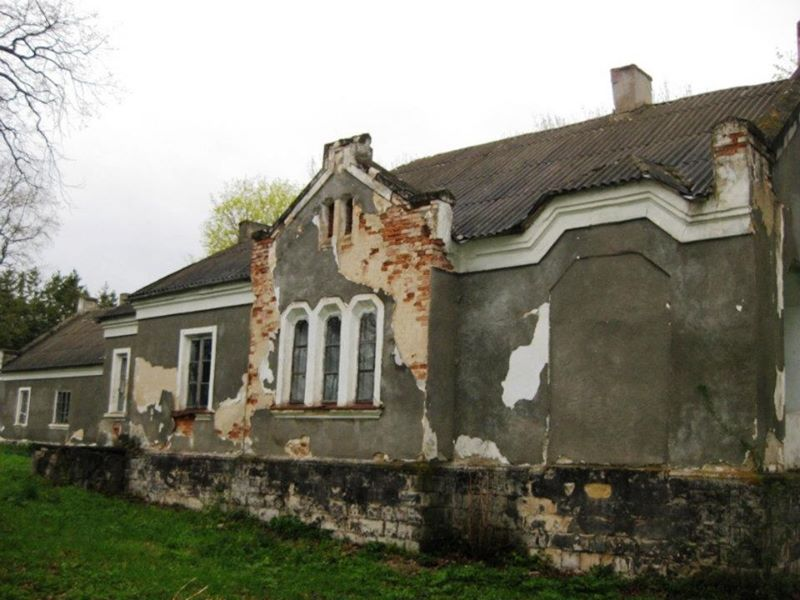
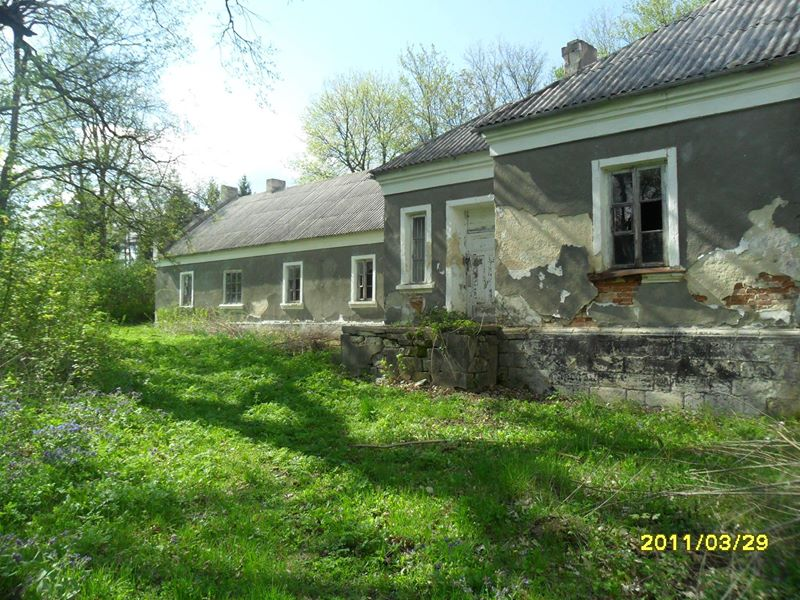
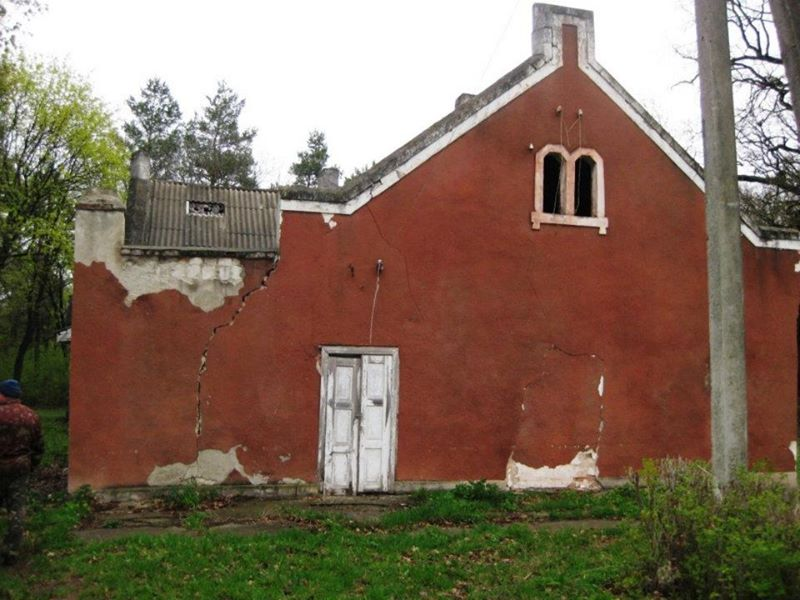